# شقطس اعتدالي
شقطس اعتدالي (الاسم العلمي: Chactas aequinoctialis) هو نوع من العنكبوتيات يتبع جنس الشقطس من الفصيلة الشقطسية.